# Bruneis sultaner
Bruneis sultaner er en liste over Sultaner i landet Brunei
1. Muhammad Shah of Brunei (1405–1415)
2. Ahmad (Sultan) (1415–1425)
3. Sharif Ali (1425–1433)
4. Sulaiman (1433–1473)
5. Bolkiah (1473–1521)
6. Abdul Kahar (1521–1575)
7. Saiful Rijal (1575–1600)
8. Shah Berunai (1600–1605)
9. Sultan Muhammad Hassan (1605–1619)
10. Abdul Jailul Akbar (1619–1649)
11. Abdul Jailul Jabbar (1649–1652)
12. Muhammad Ali (1652–1660)
13. Abdul Hakkul Mubin (1660–1673)
14. Muhyiddin (1673–1690)
15. Nassaruddin (1690–1705)
16. Hussin Kamaluddin (1705–1730) (1745–1762)
17. Muhammad Alauddin (1730–1745)
18. Omar Ali Saifuddin I (1762–1795)
19. Muhammad Tajuddin (1796–1807)
20. Muhammad Jamalul Alam I (1806–1807)
21. Muhammad Kanzul Alam (1807–1829)
22. Muhammad Alam (1825–1828)
23. Omar Ali Saifuddin II (1829–1852)
24. Abdul Momin (1852–1885)
25. Hashim Jalilul Alam Aqamaddin (1885–1906)
26. Muhammad Jamalul Alam II (1906–1924)
27. Ahmad Tajuddin (1924–1950)
28. Omar Ali Saifuddien III (1950–1967)
29. Hassanal Bolkiah (1967–)